# Zvonek řepka

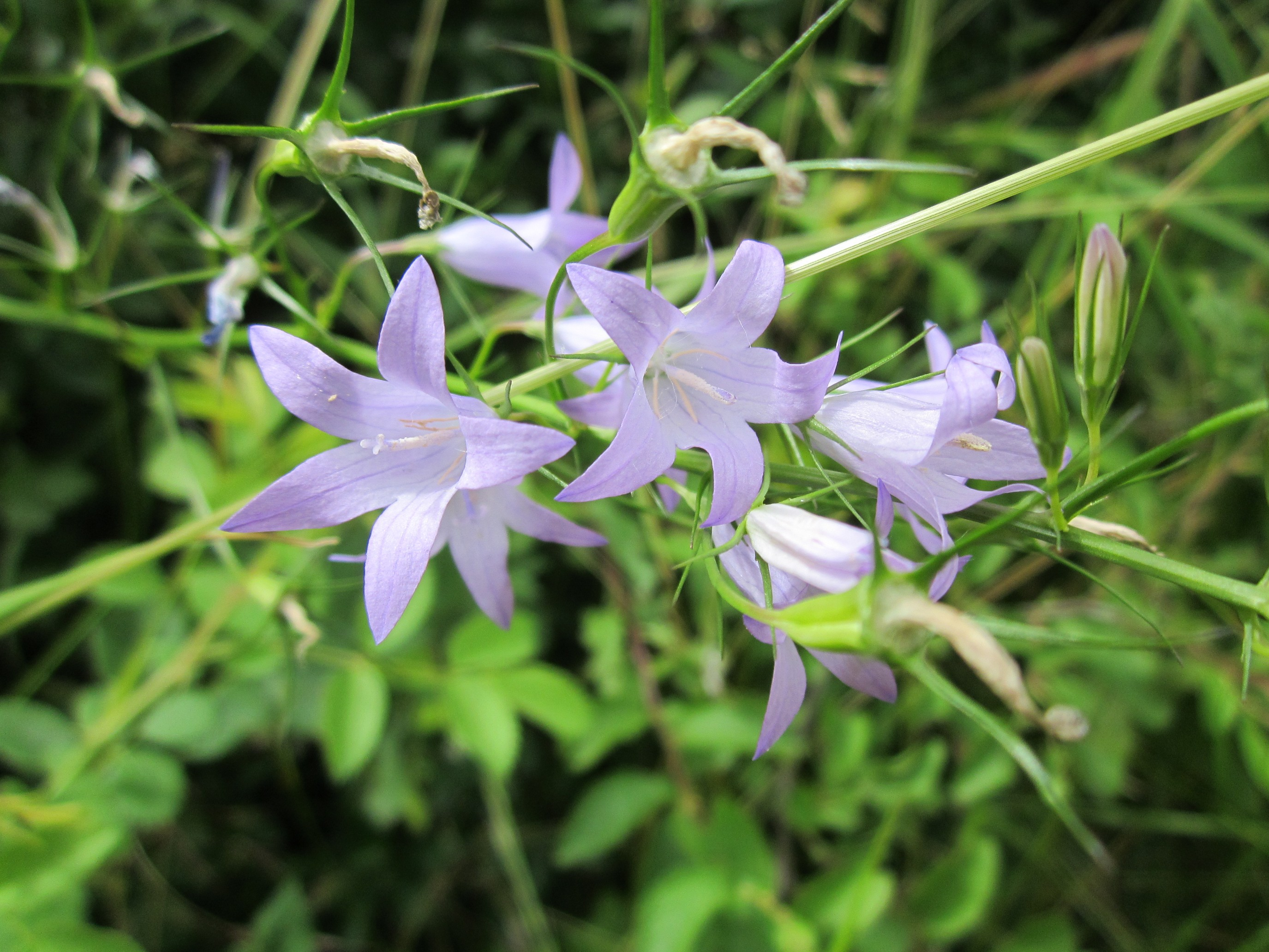
Květy zvonku řepka

Zvonek řepka (Campanula rapunculus) je středně vysoká, planě rostoucí rostlina s modrými zvonkovitými květy. Je to druh rodu zvonek, který do české přírody doputoval ze Středomoří.

## Výskyt
Druh s poměrně rozsáhlým, ale nespojitým areálem výskytu. Objevuje se ostrůvkovitě od Velké Británie a západní Evropy přes jižní, střední a východní Evropu až po Kavkaz. Roste také v severozápadní Africe.
Do České republiky byl tento neofyt v minulosti příležitostně zavlékán, v současnosti se zde vyskytuje téměř pravidelně, avšak vzácně. Poprvé byl v české přírodě zaznamenán roku 1892.

## Ekologie
Nenáročná bylina rostoucí nejčastěji v málo zapojených suchých trávnicích a na kamenitých místech, v křovinatých stráních, ve vinohradech a na okrajích polních cest. Vyhovuje ji nejvíce štěrkovitý nebo písečnohlinitý substrát. Vyskytuje od planárního do kolinního výškového stupně.

## Popis
Dvouletá rostlina s jednoduchou, vzpřímenou, v horní části rozvětvenou lodyhou vyrůstající z řepovitě zhrublého kořene dosahujícího do hloubky téměř metr. Lodyha vysoká 50 až 100 cm bývá tuhá, rýhovaná a tupě hranatá, ve spodní části je našedlá a výše tmavě zeleně. Listy rostoucí ve spodní části lodyhy jsou řapíkaté a jejich čepele jsou na bázi sbíhavé, po obvodě vroubkované a zvlněné, na vrcholu špičaté. Čepele spodních listů bývají dlouhé 40 až 75 mm a široké 6 až 13 mm. Ve střední části lodyhy vyrůstají listy menší, s přisedlou klínovou bázi, úzce elipsovité, po obvodě slabě zoubkované a mírně zvlněné a na vrcholu zašpičatělé. Lodyžní listy jsou šedozeleně zbarvené a bývají chlupaté, někdy i oboustranně.
Vrchní část lodyhy je porostlá trojúhelníkovitými listeny, které u báze mají dva zuby, výše jsou jemně zoubkované a vrchol mají dlouze špičatý. Oboupohlavné, široce otevřené květy vyrůstají na stopkách asi 3 mm dlouhých, mají úzce eliptickou číšku asi 5 mm dlouhou a společně vytvářejí dlouhé vrcholové květenství hrozen nebo latu. Pět přímých kališních zubů je úzce šídlovitých a oddáleně plytce zubatých, bývají dlouhé asi 15 mm a u báze jsou široké 1 mm. Nálevkovitě zvonkovitá koruna, asi 18 mm dlouhá, je tvořena pěti modrofialovými, zpětně prohnutými lístky, které jsou vespodu částečně srostlé. Pět volných tyčinek s tlustými nitkami je zakončeno prašníky, spodní semeník s nektarovými žlázkami nese čnělku s trojlaločnou bliznou. Pro zamezení samoopylení dozrávají v květu prašníky dřív než blizna. Rostliny kvetou v červnu a červenci, opylovány jsou hmyzem.
Plody jsou kuželovité tobolky asi 6 mm dlouhé a 3 mm široké, které jsou holé, šedě hnědé a pod vrcholem mají tři otvory, kterými vypadávají zralá semena. Ta jsou oválná, asi 0,5 mm velká, světle hnědá, lesklá a mají uzoučký blanitý lem. Ploidie druhu je 2 = 20.

## Rozmnožování
Zvonek řepka, který dostal druhové jméno podle tvaru kořene, se rozmnožuje výhradně semeny, ta spolehlivě klíčí jen po dobu jednoho roku.